# Voloder (ort i Kroatien)
Voloder är en ort i Kroatien.   Den ligger i länet Moslavina, i den östra delen av landet, 60 km sydost om huvudstaden Zagreb. Voloder ligger 129 meter över havet och antalet invånare är 1 943.
Terrängen runt Voloder är platt åt sydväst, men åt nordost är den kuperad. Runt Voloder är det ganska glesbefolkat, med 31 invånare per kvadratkilometer. Närmaste större samhälle är Kutina, 11,4 km sydost om Voloder. Trakten runt Voloder består till största delen av jordbruksmark.